# Таммела
Та́ммела (фин. Tammela) — община в провинции Канта-Хяме на юго-западе Финляндии. Общая площадь территории — 715,12 км², из которых 74,72 км² покрыто водой.

## Демография
На 31 января 2011 года в общине Таммела проживало 6590 человек: 3306 мужчин и 3284 женщины.
Финский язык является родным для 99,15 % жителей, шведский — для 0,27 %. Прочие языки являются родными для 0,58 % жителей общины.
Возрастной состав населения:
- до 14 лет — 18,06 %
- от 15 до 64 лет — 62,4 %
- от 65 лет — 19,56 %

Изменение численности населения по годам:
| Год  | Численность |
| ---- | ----------- |
| 1980 | 5561        |
| 1990 | 5912        |
| 2000 | 6362        |
| 2010 | 6591        |
| 2011 | 6590        |

## В искусстве

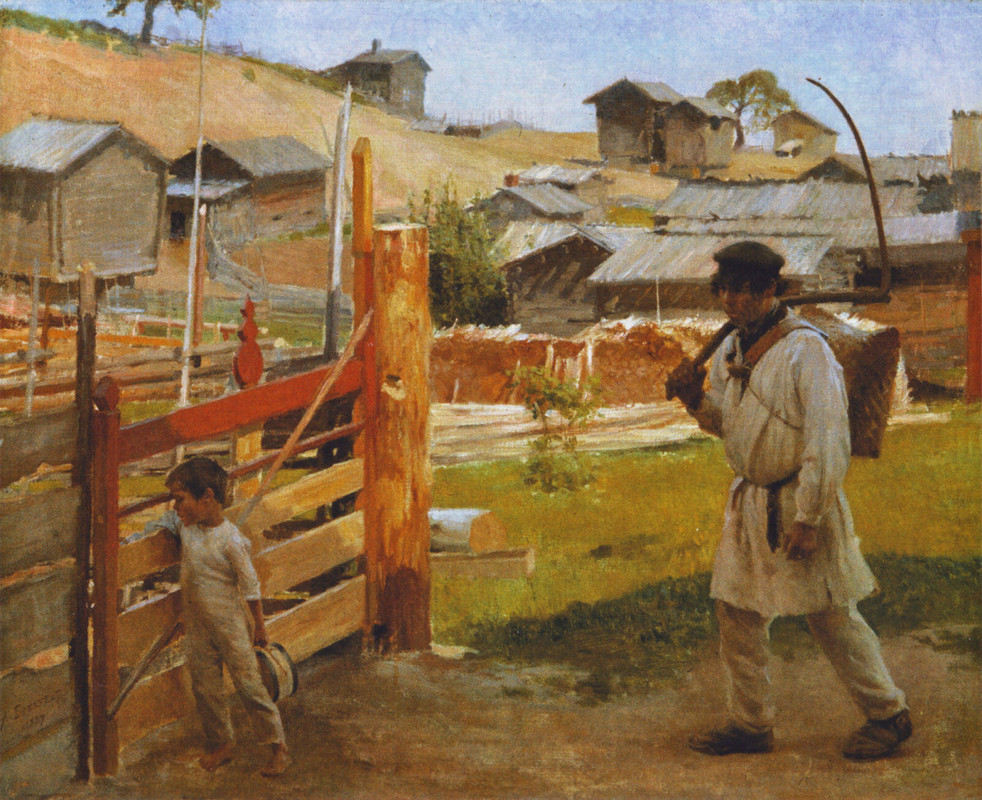
А. Эдельфельт. У ворот, 1889 год

В деревне По́ррас данной общины Альберт Эдельфельт написал свою картину «У ворот деревни Порро» (фин. Veräjällä (Portaan kylästä), швед. Vid grinden (Portas by))

## Известные жители и уроженцы

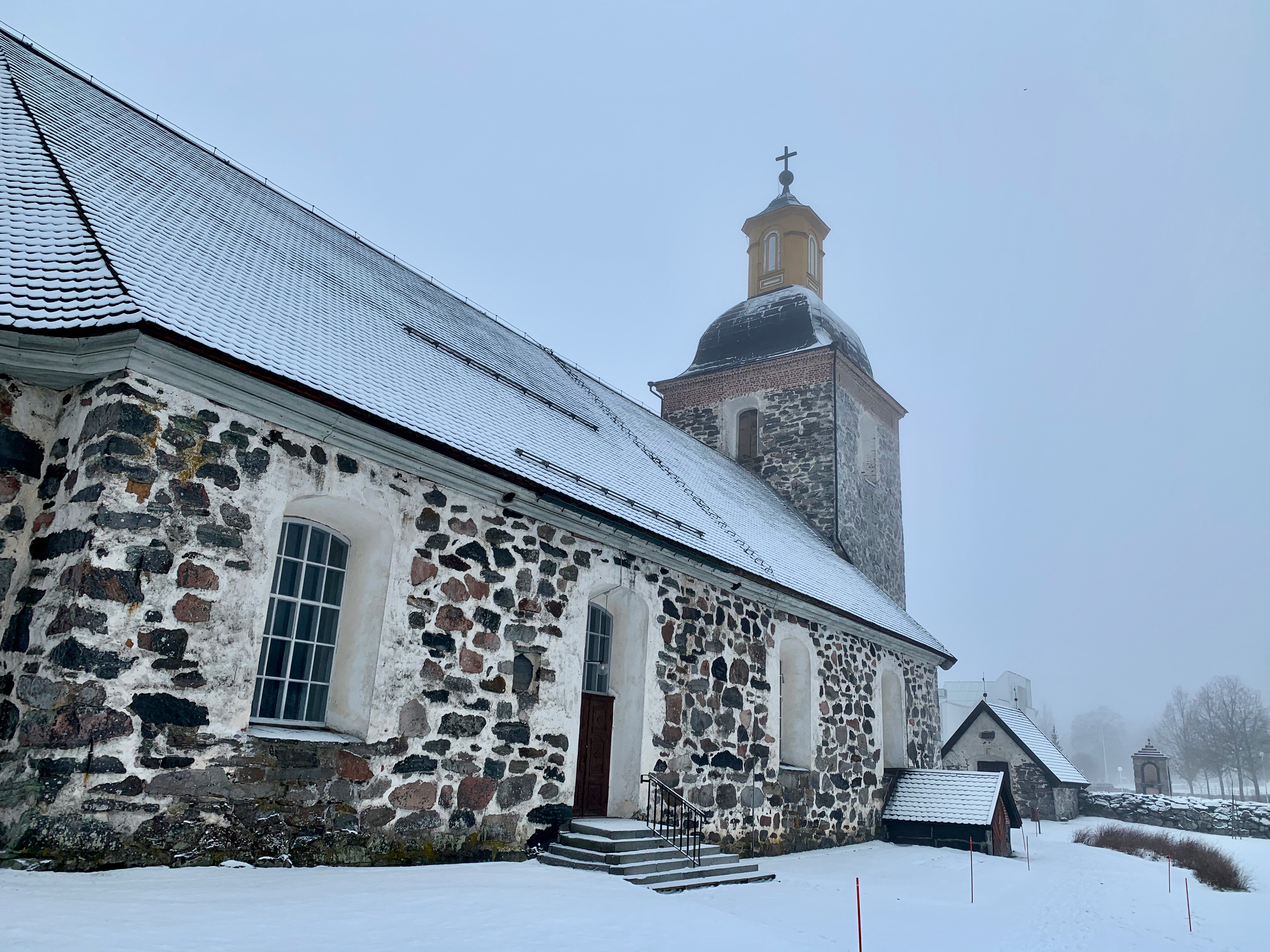
Церковь Таммелы

- Раббе Энкель (1903—1974) — финский писатель, поэт и критик.